# Blepharidopterus diaphanus
Blepharidopterus diaphanus (synoniem: Orthotylus diaphanus) is een wants uit de familie van de blindwantsen (Miridae). De soort werd het eerst wetenschappelijk beschreven door Carl Ludwig Kirschbaum in 1856.

## Uiterlijk
De langwerpige, witachtig groene wants heeft doorzichtige groene voorvleugels en is bedekt met donkere haartjes. Van de antennes is het eerste segment groen, de rest van de segmenten is geelachtig van kleur. Het doorzichtige deel van de vleugels is kleurloos met groene aders. De pootjes zijn groen met donkere stekels op de schenen.

## Leefwijze
De soort kent één generatie per jaar en overwintert als eitje. De volwassen dieren kunnen van juni tot midden november gevonden worden op wilgen (Salix) langs oevers en uiterwaarden.

## Leefgebied
De wants komt voor in het Holarctisch gebied, Azië, Noord-Amerika en is in Nederland vrij algemeen. 